# Coll de Fades (Erdo)
El Coll de Fades és un coll a 1.267,1 m. alt. situat en la carena que uneix Santa Coloma d'Erdo i la Bastida de Bellera, i que delimita per ponent el barranc de Sant Genís. Hi passa la carretera local de Sarroca de Bellera a Larén, i justament en el Coll de Fades es troba el trencall de la pista de terra que mena a la Bastida de Bellera.